# Нински Станови
Нински Станови су насељено место у саставу града Нина у Задарској жупанији, Република Хрватска.

## Историја
До територијалне реорганизације у Хрватској налазили су се у саставу старе општине Задар.

## Становништво
На попису становништва 2011. године, Нински Станови су имали 358 становника.

## Попис1991.
На попису становништва 1991. године, насељено место Нински Станови је имало 556 становника, следећег националног састава:
| Попис 1991.‍ | Попис 1991.‍ | Попис 1991.‍ | Попис 1991.‍ | Попис 1991.‍ |
| ----------- | ----------- | ----------- | ----------- | ----------- |
|             |             |             |             |             |
| Хрвати      | Хрвати      |             | 551         | 99,10%      |
| непознато   | непознато   |             | 5           | 0,89%       |
| укупно: 556 |             |             |             |             |